# مقهى الشط
مقهى الشط وهو من مقاهي بغداد القديمة ويأتي بعد مقهى الخفافين بالقدم، ولكنه بالأهمية يكون الأول نظرا لوقوعه المميز على نهر دجلة، يقع في جانب الرصافة من مدينة بغداد، مجاوراً لخان التمر، وكان هذا المقهى يقدم الحفلات والمقام العراقي والجالغي البغدادي الذي يفتقره مقهى الخفافين لوقوعه عند باب الجامع. ومقهى الشط كما تذكر لنا الكتب كان على شكل مرتفع ومنخفض في الجانب الآخر تنزل اليه بثلاث درجات، وكان سقف المقهى مبني من الخشب ويستند على أعمدة خشبية ذات تيجان (الدلك)، وكان لهذا المقهى طلعة أمامية (مسناية) تطل على نهر دجلة، ويذكر ان هذا المقهى يحتوي على النقوش البغدادية ومطلية بالألوان ويجلس الزبائن في الطابق السفلي منها على درجات من الطوف واللبن ويفرش عليها حصير من البردي يديره (12) عاملاً من العمال المهرة، كان المقهى ينار بواسطة فوانيس جيء بها من ألمانيا وهي كبيرة الحجم ولايوجد مثلها في بغداد تعلق في سقف المقهى فتنيره، هذا فيما يتعلق بالمقهى القائم بالطابق السفلي، ويذكر ان هذا المقهى تعود ملكيته للحاج (علي)، اما المقهى الثاني القائم في الطابق العلوي تعود ملكيته إلى (حسن صفو) ويسمى (المقهى المعلق).
يعتبر مقهى الشط من المراكز التجارية المهمة القديمة الذي ينشط عمله أثناء النهار وذلك لوقوعه نهاية المراكب والدوب التي تنقل المسافرين والتجار، كما كان المقهى سوقاً للتداول بقضايا البيع والشراء، ولأهمية المقهى قد أجيز خلال أيام شهر رمضان لموقعه البعيد عن الشارع العام ولأهميته التجارية، حيث لا يمكن الإستغناء عنه حتى في شهر رمضان، وكان يتردد عليه وجوه بغداد المعروفة أمثال عبد القادر باشا الخضيري، وقاسم باشا، وحسن باشا، وعلي الجلبي، وعبد القادر دلة صاحب خان دلة، والشاعر معروف الرصافي، والزهاوي في بعض الأحيان، في الليل كان المقهى يقيم لرواده حفلات المقام العراقي والجالغي البغدادي، حيث تسمع أصوات مطربي المقام أمثال أحمد عادل زيدان، ورشيد القندرجي وكان يسمع صوته أهالي جانب الكرخ من مدينة بغداد وذلك لصفاء صوته وطاقته. وكانت حفلة المقام العراقي تقام يومياً حيث يصدح في هذا المقهى. أي ان المقهى في الطابق السفلي اقتصر على المقام، اما مقهى الطابق العلوي (مقهى حسن صفو) قد إشتهر بتقديم الحفلات الراقصة يومياً وكان يحصل على مستلزماته من شاي وسكر ونومي بصرة على شكل هدايا من زبائنه الميسورين. والمقهى لا أثر له في الوقت الحاضر.